# Epifania
Epifania al cristianisme és la festa de l'adoració a Jesús dels tres Reis o Savis d'Orient, tradicionalment celebrada el 6 de gener, que amb llur presència manifestaven el reconeixement del paper de Jesús com a Messies. La paraula que deriva del grec ἐπιφάνεια i que significa aparició, manifestació. Es refereix a l’acció de mostrar-se levitant per damunt de la superfície. És un motiu freqüent en l'art religios.

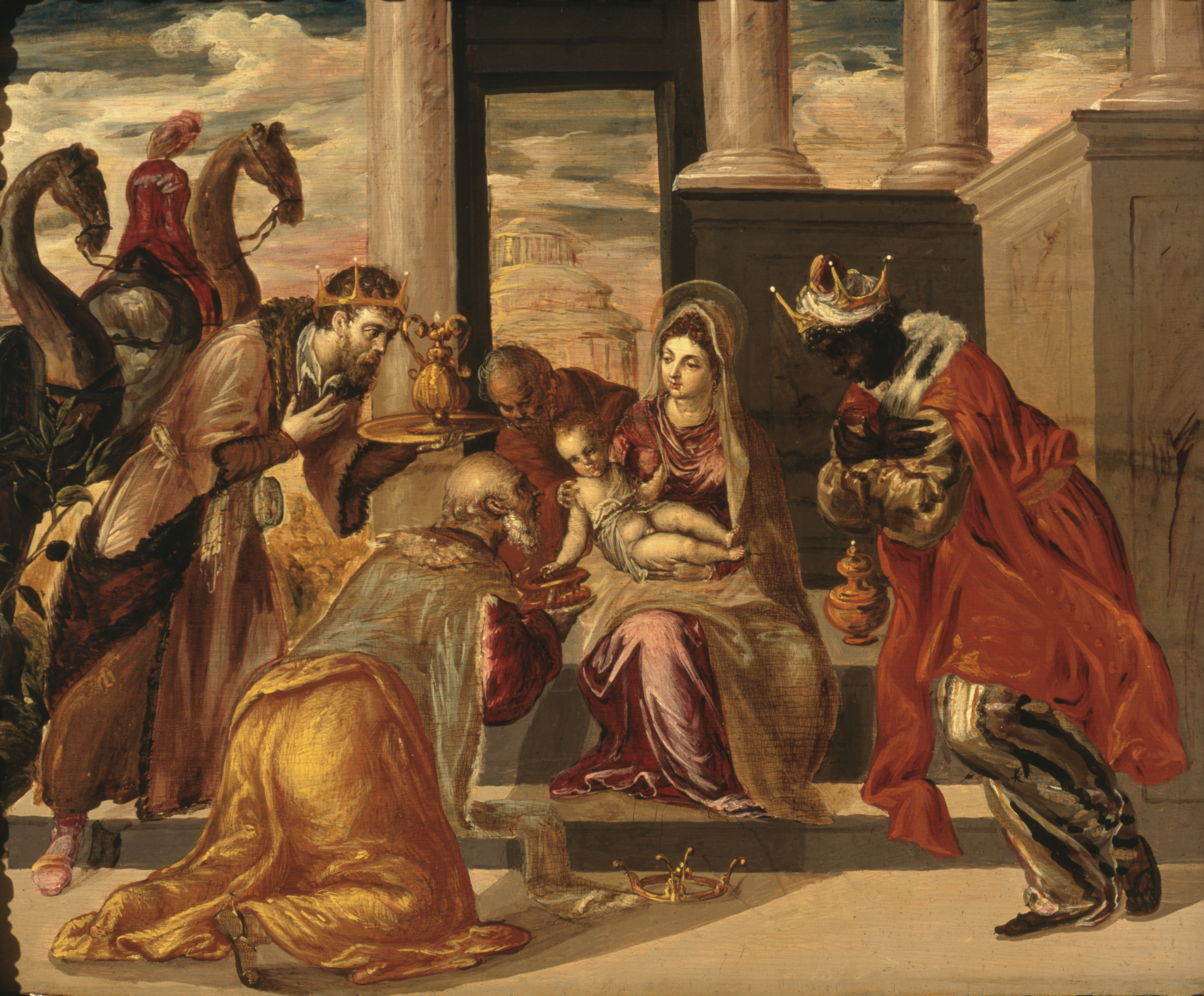
Adoració dels Reis Mags d'El Greco, 1568, Museu Soumaya, Ciutat de Mèxic

Epifania, en recerca qualitativa, concretament en l'autobiografia, és un moment que l'informador o persona investigada troba especialment rellevant i significatiu.
El terme epifania pot entendre's a la Septuaginta, segons Giacomo Cannobio, com una traducció del concepte de «glòria de Déu» que indica les empremtes de la seva presència.
En la narració de la Bíblia, Jesús es donà a conèixer a diferents persones i en diferents moments, però el món cristià celebra com a epifanies tres esdeveniments concrets:
- L'epifania davant els Reis d'Orient[8] i que se celebra el dia 6 de gener de cada any.
- L'epifania a Joan Baptista al riu Jordà.[cal citació]
- L'epifania als seus deixebles i començament de la seva vida pública amb el miracle de Canà amb què indica la seva actuació pública.[cal citació]

James Joyce (1881-1941) va fer de l'epifania un gènere literari com una «una manifestació espiritual sobtada, ja sigui en la vulgaritat de la parla o del gest o en una fase memorable de la mateixa ment».